# Al Kamandjâti
Al Kamandjâti is een non-profitorganisatie die muzieklessen verzorgt voor Palestijnse kinderen en hun de kans geeft op te treden, bijvoorbeeld in orkesten in de regio en verschillende Europese landen. De organisatie is gevestigd in Ramallah.
De organisatie richt zich op kinderen in vluchtelingenkampen en dorpen op de Westelijke Jordaanoever, de Gazastrook en Zuid-Libanon. Het doel van de organisatie is kinderen cultureel erfgoed te laten onderzoeken en creatieve vaardigheden te laten ontwikkelen, zodat ze ervan worden weerhouden tijd te steken in het aanleren van geweld.
Al Kamandjâti werd in Frankrijk in oktober 2002 opgericht door de violist Ramzi Aburedwan. Hij werd geïnspireerd tot het opzetten van de organisatie door een persoonlijk incident. Zijn vriendje werd in 1987 bekogeld door Israëli en overleed ter plekke. Als reactie gooide hij stenen terug, waarvan foto's werden gemaakt die vervolgens de hele wereld rondgingen.
In 2006 werd de organisatie beloond met een Prins Claus Prijs.